# Denkmalbeirat
Ein Denkmalbeirat oder Denkmalrat ist ein nach dem jeweiligen Denkmalschutzgesetz konstituiertes, die Exekutive in Sachen Denkmalschutz und Denkmalpflege beratendes, ehrenamtlich tätiges Gremium.

## Deutschland
Aufgrund der Kulturhoheit der Länder gibt es in Deutschland unterschiedliche Regelungen.

### Denkmalräte
Denkmalräte oder auch Landesdenkmalräte beraten die obersten Denkmalschutzbehörden und Denkmalfachbehörden (Landesebene). Sie sind in den Denkmalschutzgesetzen von Baden-Württemberg (§ 4), Bayern (Art. 14), Berlin (§ 7), Brandenburg (§ 18 (1), hier: Beirat für Denkmalpflege), Bremen (§ 6), Hamburg (§ 3), Hessen (§ 5), Niedersachsen (§ 22), Nordrhein-Westfalen Rheinland-Pfalz (§ 26, hier: Landesbeirat), Saarland (§ 5), Sachsen (§ 6), Sachsen-Anhalt (§ 6 (3, 4)), Schleswig-Holstein (§ 4) und Thüringen (§ 25) verankert.

### Denkmalbeiräte
Denkmalbeiräte beraten in der Regel die unteren Denkmalschutzbehörden (Kreisebene). Sie sind nur in den Denkmalschutzgesetzen von Brandenburg (§ 18 (5)), Hessen (§ 3 (3)) und Thüringen (§ 22 (3)) vorgesehen. In Nordrhein-Westfalen (§ 23 (2)) soll für diese Aufgaben jeweils ein Denkmalausschuss gebildet werden. In Bayern soll die ehrenamtliche Beratung der unteren Denkmalschutzbehörden durch Heimatpfleger wahrgenommen werden, in Niedersachsen, Saarland, Sachsen und Sachsen-Anhalt durch Beauftragte und in Rheinland-Pfalz durch ehrenamtliche Denkmalpfleger.

### Landeseinrichtungen
- Baden-Württemberg
- Bayern
- Berlin
- Beirat für Denkmalpflege Brandenburg
- Bremen
- Hamburg
- Hessen
- Mecklenburg-Vorpommern
- Niedersachsen
- Nordrhein-Westfalen
- Landesbeirat Rheinland-Pfalz
- Saarland
- Sachsen
- Sachsen-Anhalt
- Denkmalrat Schleswig-Holstein
- Thüringen

## Österreich
Der Denkmalbeirat ist ein vom Bundesministerium für Unterricht, Kunst und Kultur dem österreichischen Bundesdenkmalamt beigestelltes, in Fragen des Denkmalschutzes und der Denkmalpflege beratendes Gremium. Er besteht aus Vertretern facheinschlägiger Wissenschaften wie Kunstgeschichte, Architektur, Geschichte (Allgemeine Geschichte, Geschichte der Technik, Wirtschafts- und Sozialgeschichte u. a.), Archäologie, Ur- und Frühgeschichte, Städtebau, Raumplanung, Hochbau, Statik, Geologie und Bodenmechanik, Betriebswirtschaft, Baudurchführung (Kostenberechnung), Immobilienwesen, sowie Denkmalpflege, Restaurierung und Konservierung. Sie üben ihre Funktion ehrenamtlich aus und werden vom Minister für sechs Jahre bestimmt. Ständige Mitglieder können der Bundesminister für Wirtschaft und Arbeit, die Bundes-Architekten und Ingenieurkonsulentenkammer sowie der Kunstsenat entsenden. Die Mitglieder stehen dem Bundesdenkmalamt, wie auch dem Ministerium (in Fragen der Vergabe des österreichischen Denkmalfonds nach § 33 DMSG) beratend, auch einzeln als Konsulent und Sachverständiger, beiseite. Auch tritt das Gremium einschlägigen Ausschüssen bei. Für einzelne Aufgaben werden auch nichtständige, nur beratende Mitglieder der betroffenen Bauträger und Körperschaften ernannt, etwa je ein Vertreter des Bundeslandes und der Gemeinde, des Fremdenverkehrs durch die Wirtschaftskammer, bei kirchlichem Eigentum ein Vertreter der betreffenden gesetzlich anerkannten Kirche oder Religionsgesellschaft, oder Vertreter von Vereinen, deren Vereinsziel auf die Erhaltung von Kulturgütern ausgerichtet ist (§ 7 Verordnung über den Denkmalbeirat). Bei Zerstörung eines unbeweglichen Denkmals ist – außer bei Gefahr im Verzug oder Bodendenkmalen – der Denkmalbeirat zu hören (§ 5 DMSG). 
Das Gremium umfasst etwa 60 Mitglieder, den Vorsitz hatte mit Stand 2018 Gerbert Frodl. Mit 1. Jänner 2022 wurde Katja Sterflinger, die Leiterin des Instituts für Naturwissenschaften und Technologie in der Kunst an der Akademie der bildenden Künste, zur Vorsitzenden des Denkmalbeirats bestellt.